# Governo Rama III
Il Governo Rama III è il 67º e attuale governo dell'Albania, in carica dal 18 settembre 2021. Si è formato in seguito alle elezioni parlamentari del 2021, che hanno visto la vittoria del Partito Socialista per la terza volta consecutiva.
Al momento dell'insediamento, si trattava del governo con la componente femminile più alta al mondo, dal momento che 12 ministeri su 18 erano guidati da donne, ovvero il 70,6% dell'intero esecutivo.

## Compagine di governo

### Appartenenza politica
L'appartenenza politica dei membri del Governo attualmente è la seguente:
| Partito | Partito                      | Primo ministro | Vice primo ministro | Ministri | Totale |
| ------- | ---------------------------- | -------------- | ------------------- | -------- | ------ |
|         | Partito Socialista d'Albania | 1              | 1                   | 13       | 15     |
|         | Indipendenti                 | -              | -                   | 3        | 3      |
| Totale  | Totale                       | 1              | 1                   | 16       | 18     |

Al momento della sua formazione, il governo era composto esclusivamente da membri del Partito Socialista.

### Provenienza geografica
La provenienza geografica dei membri del Governo alla sua formazione si può così riassumere:
| Prefetture   | Primo ministro | Vice primo ministro | Ministri | Totale |
| ------------ | -------------- | ------------------- | -------- | ------ |
| Tirana       | 1              | -                   | 10       | 11     |
| Argirocastro | -              | 1                   | -        | 1      |
| Elbasan      | -              | -                   | 2        | 2      |
| Coriza       | -              | -                   | 1        | 1      |
| Dibër        | -              | -                   | 1        | 1      |
| Scutari      | -              | -                   | 1        | 1      |

### Sostegno parlamentare
| Camera    | Collocazione     | Partiti                                                                                  | Seggi    |
| --------- | ---------------- | ---------------------------------------------------------------------------------------- | -------- |
| Assemblea | Maggioranza      | PSSH (75)                                                                                | 75 / 140 |
| Assemblea | Appoggio esterno | PSD (3)                                                                                  | 3 / 140  |
| Assemblea | Opposizione      | PDSH (44), Democrazia e Integrità (7), Alleanza per il Cambiamento (7), PL (3), PMSH (1) | 62 / 140 |

## Composizione
Il Governo è composto da 18 ministri (compreso il Primo ministro).
|                                                                       | Titolare | Titolare                                           | Titolare                                     |
| --------------------------------------------------------------------- | -------- | -------------------------------------------------- | -------------------------------------------- |
| Primo ministro                                                        |          |                                                    | Edi Rama (PSSH)                              |
| Vice primo ministro                                                   |          |                                                    | Arben Ahmetaj (PSSH) Fino al 28/07/2022      |
| Vice primo ministro                                                   |          | Belinda Balluku (PSSH) Dal 28/07/2022              |                                              |
| Europa e affari esteri                                                |          |                                                    | Olta Xhaçka (PSSH) Fino al 12/09/2023        |
| Europa e affari esteri                                                |          | Igli Hasani (PSSH) Dal 12/09/2023                  |                                              |
| Difesa                                                                |          |                                                    | Niko Peleshi (PSSH) Fino al 30/07/2024       |
| Difesa                                                                |          | Pirro Vengu (Ind) Dal 30/07/2024                   |                                              |
| Interno                                                               |          |                                                    | Bledar Çuçi (PSSH) Fino all'08/07/2023       |
| Interno                                                               |          | Taulant Balla (PSSH) Dall'08/07/2023 al 30/07/2024 |                                              |
| Interno                                                               |          | Ervin Hoxha (Ind) Dal 30/07/2024                   |                                              |
| Finanze                                                               |          |                                                    | Delina Ibrahimaj (PSSH) Fino al 12/09/2023   |
| Finanze                                                               |          | Ervin Mete (PSSH) Dal 12/09/2023 al 30/07/2024     |                                              |
| Finanze                                                               |          | Petrit Malaj (Ind) Dal 30/07/2024                  |                                              |
| Giustizia                                                             |          |                                                    | Ulsi Manja (PSSH)                            |
| Infrastruttura ed energia                                             |          |                                                    | Belinda Balluku (PSSH)                       |
| Istruzione e sport                                                    |          |                                                    | Evis Kushi (PSSH) Fino al 12/09/2023         |
| Istruzione e sport                                                    |          | Ogerta Manastirliu (PSSH) Dal 12/09/2023           |                                              |
| Salute e protezione sociale                                           |          |                                                    | Ogerta Manastirliu (PSSH) Fino al 12/09/2023 |
| Salute e protezione sociale                                           |          | Albana Koçiu (PSSH) Dal 12/09/2023                 |                                              |
| Economia, cultura e innovazione                                       |          |                                                    | Blendi Gonxhja (PSSH)                        |
| Turismo e ambiente                                                    |          |                                                    | Mirela Kumbaro (PSSH)                        |
| Agricoltura e sviluppo rurale                                         |          |                                                    | Frida Krifca (PSSH) Fino al 12/09/2023       |
| Agricoltura e sviluppo rurale                                         |          | Anila Denaj (PSSH) Dal 12/09/2023                  |                                              |
| Ministro di Stato per le imprese e gli affari climatici               |          |                                                    | Edona Bilali (PSSH) Fino al 12/09/2023       |
| Ministro di Stato per le imprese e gli affari climatici               |          | Delina Ibrahimaj (PSSH) Dal 12/09/2023             |                                              |
| Ministro di Stato per i rapporti con il Parlamento                    |          |                                                    | Elisa Spiropali (PSSH) Fino al 30/07/2024    |
| Ministro di Stato per i rapporti con il Parlamento                    |          | Taulant Balla (PSSH) Dal 30/07/2024                |                                              |
| Ministro di Stato per la pubblica amministrazione e l'anti-corruzione |          |                                                    | Adea Pirdeni (PSSH) Dal 10/01/2024           |
| Ministro di Stato e Capo negoziatore                                  |          |                                                    | Majlinda Dhuka (PSSH) Dal 28/07/2022         |
| Ministro di Stato per il governo locale                               |          |                                                    | Arbjan Mazniku (PSSH) Dal 12/09/2023         |
| Ministro di Stato per la gioventù e l'infanzia                        |          |                                                    | Bora Muzhaqi (PSSH)                          |

### Ministeri soppressi
| Ministri                                                         | Ministri | Ministri | Ministri                                   |
| ---------------------------------------------------------------- | -------- | -------- | ------------------------------------------ |
| Cultura                                                          |          |          | Elva Margariti (PSSH) (fino al 10/01/2024) |
| Ministro di Stato per gli standard di servizio                   |          |          | Milva Ekonomi (PSSH) (fino al 12/09/2023)  |
| Ministro di Stato per la ricostruzione e il programma di riforme |          |          | Arben Ahmetaj (PSSH) (fino al 28/07/2022)  |

### Bibliografiche
1. ↑  (SQ) Betohen në Presidencë, Qeveria fillon zyrtarisht punën! Rama i vendos 'vijat e kuqe' ministrave: Zero tolerancë për shkeljet etike, s'ka më 'e lagu s'e lagu' me opozitën! Më shumë respekt Kuvendit, su Shqiptarja.com. URL consultato il 22 luglio 2024.
2. ↑   Monica Coviello, Albania, nasce il governo con più donne al mondo, su Vanity Fair Italia, 6 settembre 2021. URL consultato il 22 luglio 2024.
3. ↑  (SQ) Governo, su www.kryeministria.al.
4. ↑  (SQ) Presidenti Begaj Dekreton Zonjën Belinda Balluku Zëvendëskryeministër Dhe Ministër I Infrastrukturës Dhe Energjisë - Presidenti I Republikës Së Shqipërisë, su president.al, 28 luglio 2022. URL consultato il 4 febbraio 2025.

### Esplicative
1. ↑  Affari interni fino al 30 luglio 2024.
2. ↑  Finanze ed economia fino al 10 gennaio 2024.
3. 1 2  Ministero creato l'8 gennaio 2024.
4. ↑  Ministro di Stato per la tutela delle imprese fino al 12 settembre 2023.
5. ↑  Ministero creato il 28 luglio 2022 (Ministro di Stato per l'integrazione europea fino al settembre 2023).
6. ↑  Ministero creato il 12 settembre 2023.
7. ↑  Confluito nel Ministero dell'economia, della cultura e dell'innovazione.